# Matelica
Matelica là một đô thị ở tỉnh Macerata ở vùng Marche, có vị trí cách khoảng 60 km về phía tây nam của Ancona và khoảng 35 km về phía tây của Macerata. Tại thời điểm ngày 31 tháng 12 năm 2004, đô thị này có dân số 10.300 người và diện tích là 81 km².
Đô thị Matelica có các frazioni (các đơn vị trực thuộc, chủ yếu là các làng) Balzani, Braccano, Castiglione, Cavalieri, Colferraio, Collepere, Colli, Mistriano, Pezze, Piane, Poggeto, San Nicola, Terricoli, Valbona, và Vinano.
Matelica giáp các đô thị: Apiro, Castelraimondo, Cerreto d'Esi, Esanatoglia, Fabriano, Fiuminata, Gagliole, Poggio San Vicino, San Severino Marche.